# Notranjski odred (NOV in POS)
Notranjski odred je bil prvo ustanovljeni odred Narodnoosvobodilne vojske in partizanskih odredov Slovenije.

## Zgodovina
Ukaz za ustanovitev odreda je izdala III. grupa odredov 24. aprila 1942. 29. aprila je potekala organizacija odreda; dotedanji 3. bataljon »Ljuba Šercerja« je postal 1. bataljon, Južnodolenjski bataljon 2. bataljon in bataljon »Miloša Zidanška« je postal 3. bataljon odreda. Maja in junija so ustanovili še 4. in 5. bataljon. Zaradi reorganizacije grupe odredov so Notranjski odred junija 1942 razpustili in iz njega ustanovil: Krimski, Kočevski in Polhograjski odred.
Notranjski odred je bil ponovno ustanovljen septembra 1942 in sicer je bil ukaz izdan 16. septembra. Štab in 1. bataljon (enote Krimskega odreda) sta bila ustanovljena 6. oktobra; do konca oktobra 1942 so organizirali še dva dodatna bataljona, kot 4. bataljon pa so šteli t. i. Slivniški bataljon (sestavljen iz članov 19 družin, ki so živeli pod partizansko zaščito). Decembra 1942 so začeli razpuščati odred, bataljona pa priključevati brigadam.
Tretjič je bil odred uradno ustanovljen 26. decembra 1942 in podrejen Notranjski operativni coni; dejansko je bil ustanovljen 6. januarja 1943 na Mokrecu.
20. novembra 1943 so izdali ukaz za ponovno ustanovitev Notranjskega odreda, tokrat kot sestavni del 7. korpusa; enote za ustanovitev odreda so prispevale Loška, Tomšičeva, Levstikova brigada,...
9. maja 1945 je odred v sestavi 1. divizije KNOJ vkorakal v Ljubljano, kjer je bil dokončno razpuščen; moštvo je bilo dodeljeno 1. brigadi 2. divizije KNOJ.

## Pripadniki
Poveljniki
- Bojan Polak - Stjenka (april - junij 1942)
- Evgenij Ravnihar - Gregor Rakovec (26. december 1942 - maj 1943)
- Franc Sotlar - Pavijan (20. november 1943 - 13. april 1944)
- Ivan Furlan - Drago (april 1944 - 19. junij 1944)
- Filip Tekavec - Gašper (junij 1944 - ?)
- Franc Avbelj - Lojko (? - 10. oktober 1944)
- Anton Hitejc (oktober 1944 - 28. december 1944)
- Janez Malenšek - Bomba (? - januar 1945)
- Miha Zupančič (januar - maj 1945)

Politični komisarji
- Janez Hribar - Tone Pogačnik (april - junij 1942)
- Stane Dobovičnik - Krt (? - november 1942)
- Matevž Hace (26. december 1942 - januar 1944)
- Venčeslav Kolenc - Vencelj (? - januar 1944)
- Ivan Galič - Jovo (6. januar - 3. maj 1944)
- Anton Kovač - Tonček (maj - julij 1944)
- Ivan Galič - Jovo (julij - oktober 1944)
- Jože Bedenčič - Iztok (oktober 1944 - januar 1945)
- Humbert Gačnik - Humbi (januar - maj 1945)

## Struktura
april 1942
- štab
- 1. bataljon
- 2. bataljon
- 3. bataljon

junij 1942
- štab
- 1. bataljon
- 2. bataljon
- 3. bataljon
- 4. bataljon
- 5. bataljon

oktober 1942
- štab
- 1. bataljon
- 2. bataljon
- 3. bataljon
- Slivniški bataljon

26. december 1942
- štab
- 1. četa
- 2. četa

5. april 1943
- štab
- 1. četa
- 2. četa
- 3. četa

## Zanimivosti
- Po odredu so poimenovali Osnovno šolo Notranjski odred Cerknica.